# Jacob Praetorius den äldre
Jacob Praetorius, född runt år 1520 i Magdeburg, död 1586 i Hamburg, var en tysk organist och komponist.
Lite är känt om Praetorius liv, men troligtvis gick han i lära i hemstaden där han undervisades av Martin Agricola. Från och med år 1555 fram till sin död 1586 innehade Praetorius yrket som organist och kyrkomusikkomponist vid två kyrkor i Hamburg. 
Även sonen Hieronymus och sonsonen Jacob Praetorius den yngre var framstående musiker. 
1566 publicerade Praetorius Opus musicum excellens et novum, en samling på över 200 verk av nederländska och tyska kompositörer. Enbart ett verk, Te deum laudamus har med säkerhet komponerats av Jacob Praetorius själv, och endast den inledande delen är bevarad för eftervärlden. Praetorius publicerade även en samling koraler år 1554, och vidare är Veni in hortum meum a 4 antingen komponerad av honom själv eller sonsonen Jacob Praetorius den yngre.